# Aeromarine PG-1
Aeromarine PG-1 là một loại máy bay tiêm kích và cường kích hai tầng cánh, do Engineering Division thuộc Lục quân Hoa Kỳ thiết kế, chế tạo bởi hãng Aeromarine Plane and Motor Co..

## Tính năng kỹ chiến thuật
Dữ liệu lấy từ Angelucci, 1987. pp. 35-36.
Đặc tính tổng quát
- Kíp lái: 1
- Chiều dài: 24 ft 6 in (7,47 m)
- Sải cánh: 40 ft 0 in (12,19 m)
- Chiều cao: 8 ft 0 in (2,44 m)
- Diện tích cánh: 389 foot vuông (36,1 m2)
- Trọng lượng rỗng: 3.030 lb (1.374 kg)
- Trọng lượng có tải: 3.918 lb (1.777 kg)
- Động cơ: 1 × Packard 1A-1116 , 346 hp (258 kW)

Hiệu suất bay
- Vận tốc cực đại: 130 mph (209 km/h; 113 kn)
- Tầm bay: 195 mi (169 nmi; 314 km)
- Trần bay: 19.000 ft (5.791 m)
- Vận tốc lên cao: 684 ft/min (3,47 m/s)

Vũ khí trang bị

- Súng: 1x pháo Baldwin 37mm, 1x súng máy.50in